# 奥弗涅地区库尔农
奥弗涅地区库尔农（法語：Cournon-d'Auvergne，法語發音：[kuʁnɔ̃ dovɛʁɲ]），法国中南部城市，奥弗涅-罗讷-阿尔卑斯大区多姆山省的一个市镇，隶属于克莱蒙费朗区，其市镇面积为18.58平方公里，2022年1月1日时人口数量为20,020人，是该省人口第二多的市镇，在法国城市中排名第467位。
奥弗涅地区库尔农位于多姆山省中部，省会克莱蒙费朗市区东南，阿列河左岸，是一个区域性的中心城市，也是克莱蒙费朗的一个郊区卫星城，通过公共汽车及区域列车连接克莱蒙费朗市区。

## 地名来源
“Cournon”一名可能出自高卢语“crosno”，意为“土地开垦”。“d'Auvergne”这一后缀自1919年起成为当地官方名称的一部分。
奥弗涅地区库尔农所处区域历史上曾通行奥克语奥弗涅方言，“Cournon”在奥克语维基百科及Openstreetmap中对应的拼写为“Cornon”。

## 历史

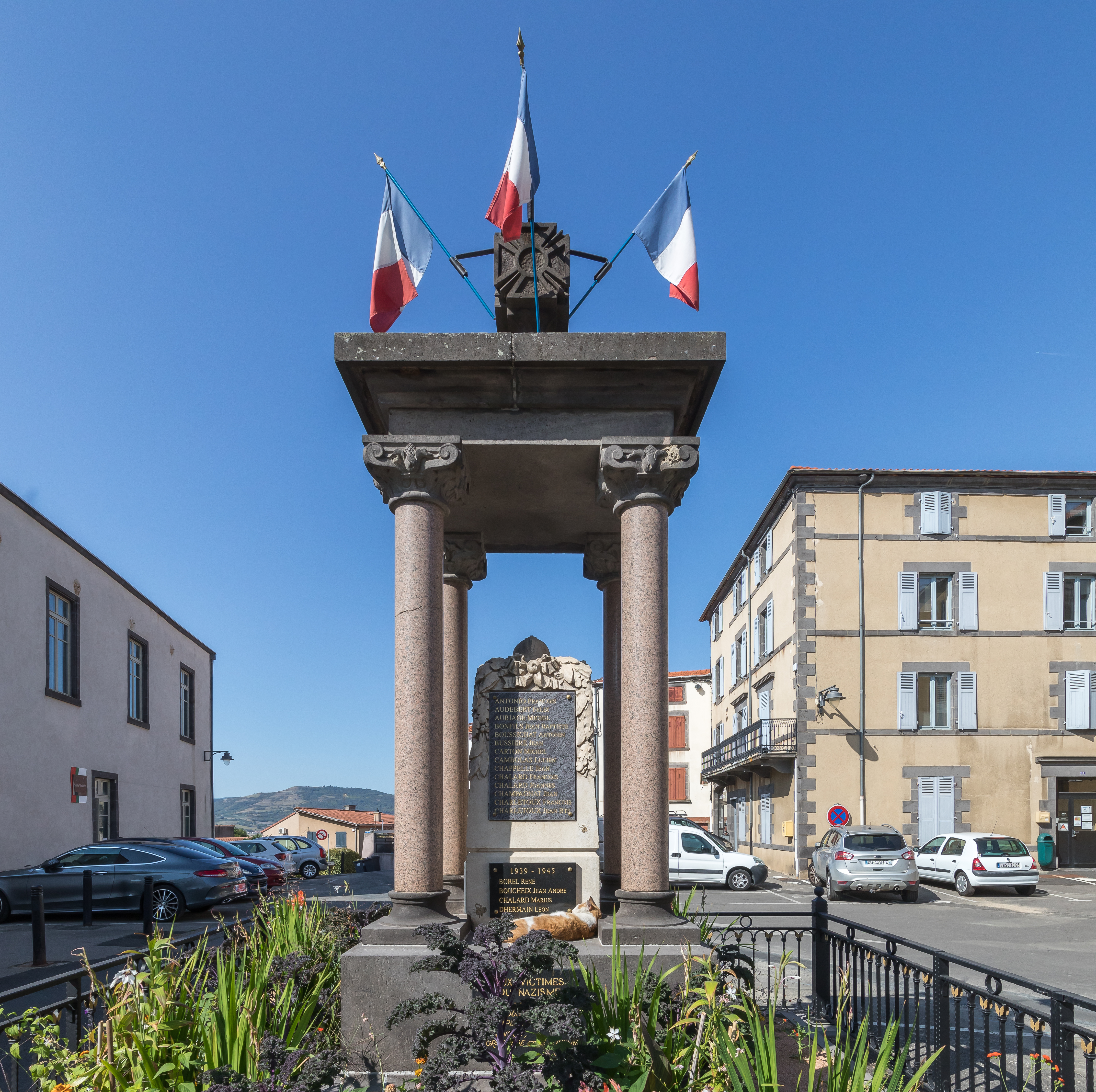
烈士纪念碑

奥弗涅地区库尔农的早期历史尚有待考证，罗马时期，一条横穿高卢中部的道路可能由库尔农附近经过。根据当地官方网站的论述，奥弗涅地区库尔农境内的首处居民建筑可能建于公元10至11世纪间，彼时当地有一处“圣伊莱尔-圣马丁”修道院（Abbaye Saint-Hilaire et Saint-Martin）。12世纪时，库尔农境内出现了封建城堡。自公元12世纪末起，库尔农长期分属于两个领主。英法百年战争期间，库尔农及附近区域遭到严重破坏，在当地居民的请求下，法兰西国王查理七世允许当地兴建防御城墙。宗教战争期间，新教徒和天主教联盟在库尔农附近发生激烈交战，当地居民曾获得三年的免征税权以促进城市恢复建设。17世纪后，库尔农附近的农业得到发展，当地形成区域性的贸易集市。法国大革命后，库尔农的两个领主土地得到合并，联合成为多姆山的一个市镇。工业革命期间，途径库尔农的圣日耳曼代福塞－尼姆铁路的建成。19世纪末，库尔农附近出现了葡萄酒种植园，鼎盛时期其种植面积达950公顷。自20世纪中期以来，得益于克莱蒙费朗的城市扩张以及通勤列车的开行，奥弗涅地区库尔农兴建了多处新兴居民区，当地人口数量逐年增加。自1992年起，奥弗涅地区库尔农每年举办畜牧业峰会。

## 地理

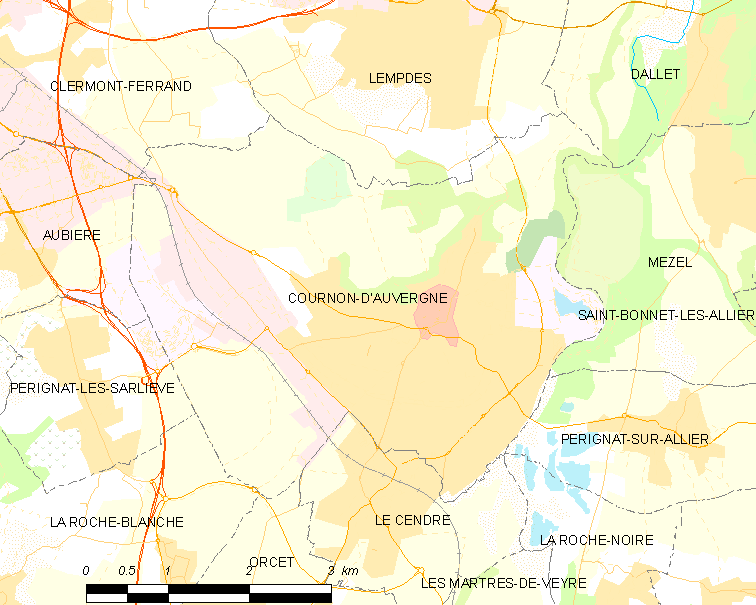
奥弗涅地区库尔农市镇范围地图

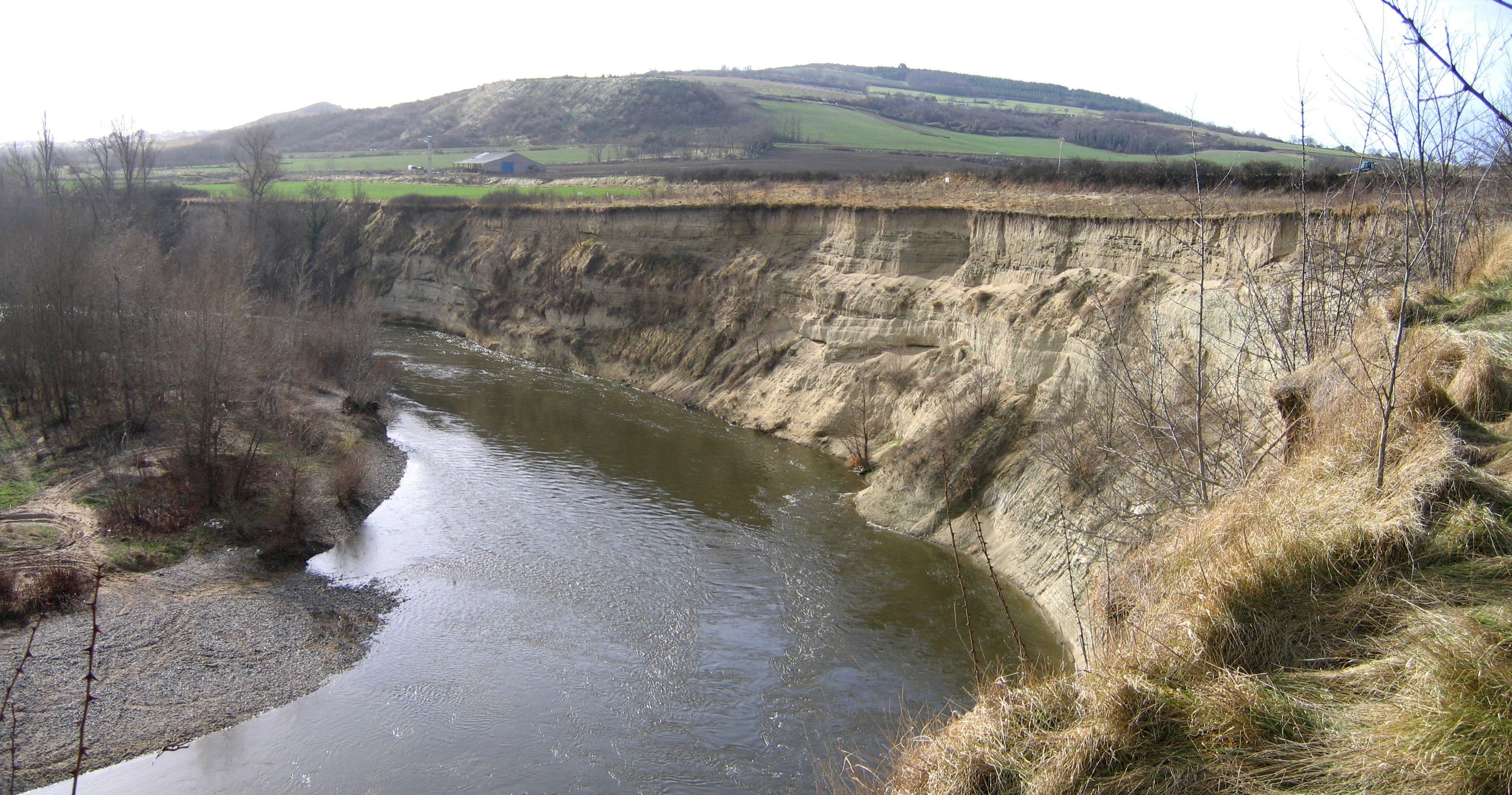
阿列河奥弗涅地区库尔农段

奥弗涅地区库尔农位于法国中南部，奥弗涅-罗讷-阿尔卑斯大区西部和多姆山省中部，距离省会克莱蒙费朗大约11公里。与奥弗涅地区库尔农接壤的市镇包括：克莱蒙费朗、朗德、阿列河畔米尔、欧比耶尔、佩里尼亚-莱萨尔列沃、拉罗什布朗什、奥尔塞、阿列河畔米尔、勒桑德尔和阿列河畔佩里尼亚。

### 地形
奥弗涅地区库尔农位于利马涅平原腹地，境内以浅丘为主，市镇中心地势较为平坦，整体地势自东向西略有抬升，全境海拔在314到542米之间。

### 水文
奥弗涅地区库尔农位于卢瓦尔河流域范围内，阿列河干流自南向北流经市区东部，该河右岸为高差超过20米的悬崖，其左岸有一处湖泊，经人工开发后成为一处城市绿地公园。

### 植被
奥弗涅地区库尔农属于温带阔叶混交林区，林地主要分布于河流附近。
在鲜花城市的评比中，奥弗涅地区库尔农被评为3星级鲜花城市。

### 气候
奥弗涅地区库尔农在柯本气候分类法中属于带有山地及大陆性特征的温带海洋性气候。
距离奥弗涅地区库尔农最近的常年气象站位于欧纳境内，以下为该气象站的数据：
| 克莱蒙费朗-欧纳 1981年－2019年 | 克莱蒙费朗-欧纳 1981年－2019年 | 克莱蒙费朗-欧纳 1981年－2019年 | 克莱蒙费朗-欧纳 1981年－2019年 | 克莱蒙费朗-欧纳 1981年－2019年 | 克莱蒙费朗-欧纳 1981年－2019年 | 克莱蒙费朗-欧纳 1981年－2019年 | 克莱蒙费朗-欧纳 1981年－2019年 | 克莱蒙费朗-欧纳 1981年－2019年 | 克莱蒙费朗-欧纳 1981年－2019年 | 克莱蒙费朗-欧纳 1981年－2019年 | 克莱蒙费朗-欧纳 1981年－2019年 | 克莱蒙费朗-欧纳 1981年－2019年 | 克莱蒙费朗-欧纳 1981年－2019年 |
| 月份                           | 1月                            | 2月                            | 3月                            | 4月                            | 5月                            | 6月                            | 7月                            | 8月                            | 9月                            | 10月                           | 11月                           | 12月                           | 全年                           |
| ------------------------------ | ------------------------------ | ------------------------------ | ------------------------------ | ------------------------------ | ------------------------------ | ------------------------------ | ------------------------------ | ------------------------------ | ------------------------------ | ------------------------------ | ------------------------------ | ------------------------------ | ------------------------------ |
| 历史最高温 °C（°F）            | 22.1 (71.8)                    | 25.9 (78.6)                    | 26.6 (79.9)                    | 31.3 (88.3)                    | 33 (91)                        | 40.9 (105.6)                   | 40.7 (105.3)                   | 39.6 (103.3)                   | 36.8 (98.2)                    | 32.2 (90.0)                    | 30 (86)                        | 21.9 (71.4)                    | 40.9 (105.6)                   |
| 平均高温 °C（°F）              | 7.6 (45.7)                     | 9.2 (48.6)                     | 13.1 (55.6)                    | 15.7 (60.3)                    | 19.9 (67.8)                    | 23.4 (74.1)                    | 26.5 (79.7)                    | 26.1 (79.0)                    | 22.3 (72.1)                    | 17.6 (63.7)                    | 11.3 (52.3)                    | 8 (46)                         | 16.7 (62.1)                    |
| 日均气温 °C（°F）              | 3.7 (38.7)                     | 4.8 (40.6)                     | 7.9 (46.2)                     | 10.2 (50.4)                    | 14.3 (57.7)                    | 17.6 (63.7)                    | 20.3 (68.5)                    | 19.9 (67.8)                    | 16.5 (61.7)                    | 12.8 (55.0)                    | 7.3 (45.1)                     | 4.4 (39.9)                     | 11.6 (52.9)                    |
| 平均低温 °C（°F）              | −0.1 (31.8)                    | 0.3 (32.5)                     | 2.7 (36.9)                     | 4.7 (40.5)                     | 8.7 (47.7)                     | 11.9 (53.4)                    | 14 (57)                        | 13.7 (56.7)                    | 10.6 (51.1)                    | 7.9 (46.2)                     | 3.3 (37.9)                     | 0.8 (33.4)                     | 6.5 (43.7)                     |
| 历史最低温 °C（°F）            | −23.1 (−9.6)                   | −29 (−20)                      | −21.3 (−6.3)                   | −7.1 (19.2)                    | −4.2 (24.4)                    | 1 (34)                         | 3.8 (38.8)                     | 2.4 (36.3)                     | −3 (27)                        | −9.2 (15.4)                    | −11.8 (10.8)                   | −25.8 (−14.4)                  | −29 (−20)                      |
| 平均降水量 mm（）              | 26.7 (1.05)                    | 21.8 (0.86)                    | 25.8 (1.02)                    | 53.4 (2.10)                    | 76.8 (3.02)                    | 72.9 (2.87)                    | 54.9 (2.16)                    | 61.9 (2.44)                    | 65.6 (2.58)                    | 49 (1.9)                       | 39.5 (1.56)                    | 30.6 (1.20)                    | 578.9 (22.79)                  |
| 月均日照時數                   | 88.9                           | 108.4                          | 161.4                          | 173.5                          | 197.9                          | 225.2                          | 249.2                          | 234.8                          | 185.4                          | 135.1                          | 84                             | 69.2                           | 1,913                          |
| 来源：infoclimat.fr            |                                |                                |                                |                                |                                |                                |                                |                                |                                |                                |                                |                                |                                |

## 行政区划
奥弗涅地区库尔农的市镇编号为63124，邮政编号为63800。
在行政管理方面，奥弗涅地区库尔农隶属于法国奥弗涅-罗讷-阿尔卑斯大区多姆山省克莱蒙费朗区；在地方选举方面，奥弗涅地区库尔农是奥弗涅地区库尔农县的中央投票站所在地，其市镇范围全境被划入多姆山省第一选区；在社会管理方面，奥弗涅地区库尔农是克莱蒙奥弗涅都会区的组成部分。
奥弗涅地区库尔农的“中奥弗涅地区库尔农”（Centre Cournon D'Auvergne）街区为城市政策优先街区。
法国国家统计与经济研究所（简称）在进行数据统计时，将奥弗涅地区库尔农及相邻的另外16个市镇设为克莱蒙费朗城市核心区，并将包括核心区在内的周边共182个市镇划为克莱蒙费朗城市区。自2020年起，克莱蒙费朗城市区被包含209个市镇的克莱蒙费朗城市辐射区代替。此外，还将奥弗涅地区库尔农市镇分为了8个“块区”（IRIS），以便于统计人口分布情况。

## 交通

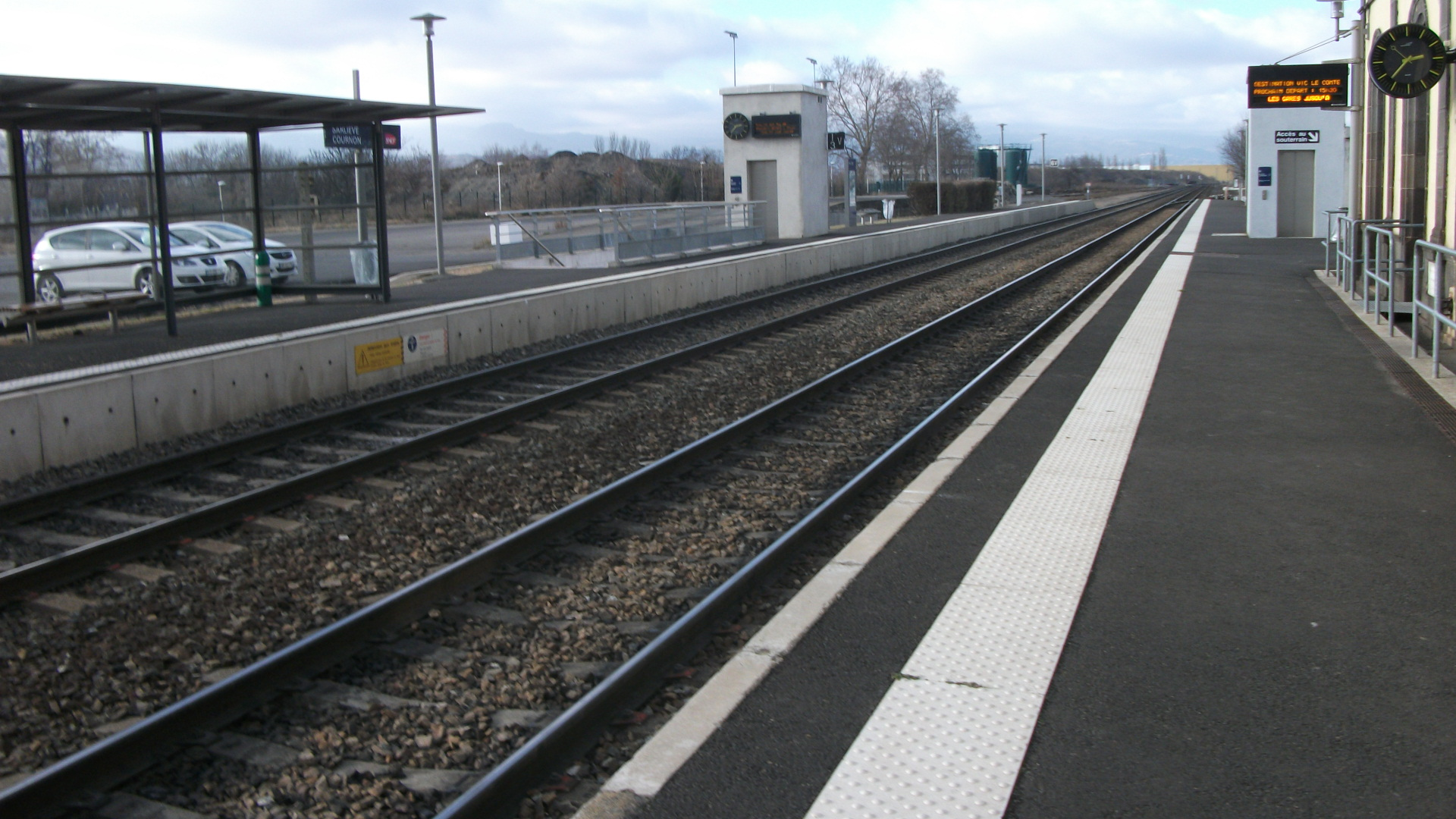
萨尔列沃-库尔农火车站

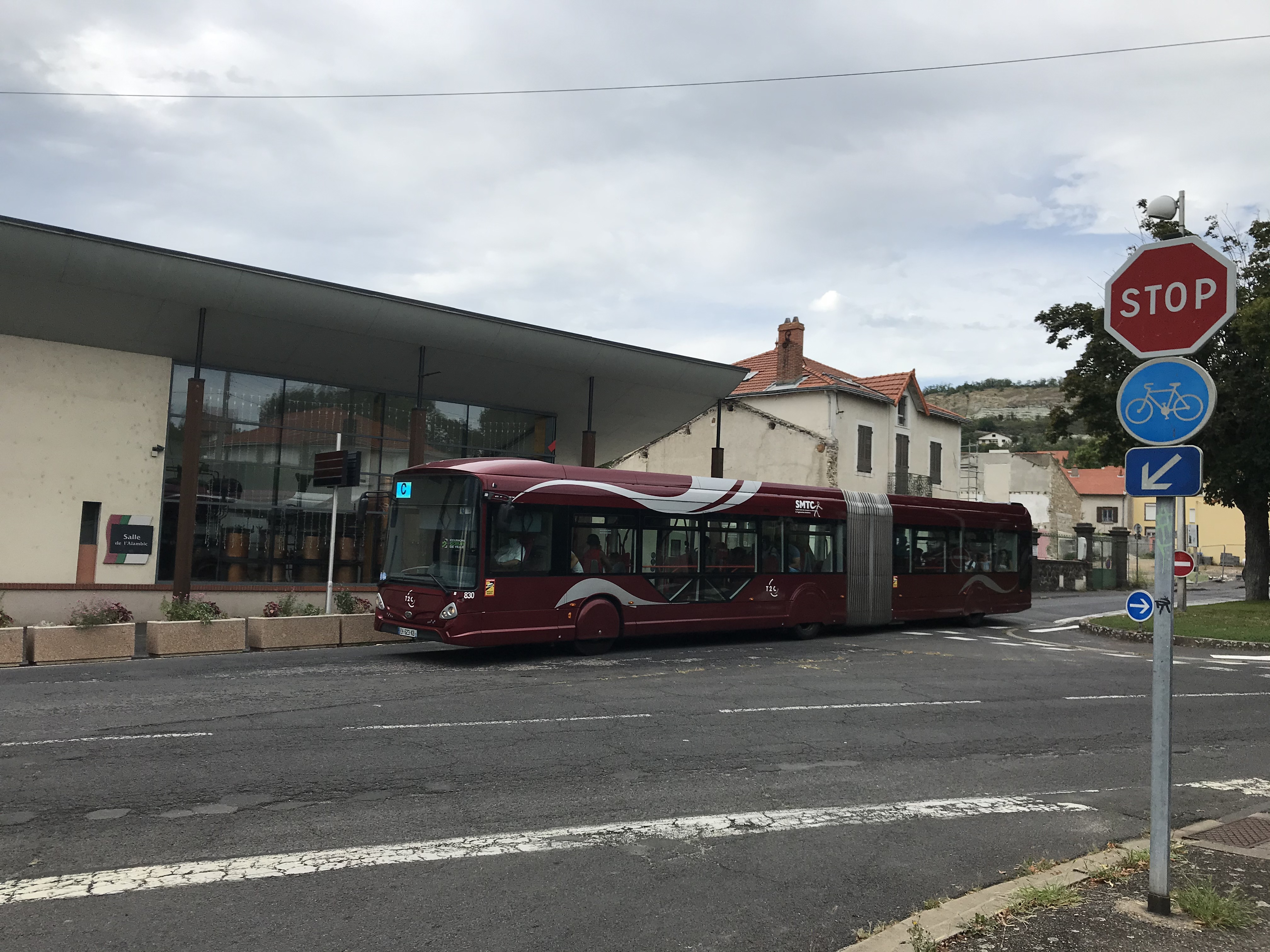
途径库尔农的一辆克莱蒙费朗公交C线

### 公路
多姆山省省道D8线、D52线、D137线、D212线、D772线在奥弗涅地区库尔农境内交汇。奥弗涅-罗讷-阿尔卑斯大区下属的城际客运提供巴士线路，可前往周边部分市镇。
| 3 | 4.3 |

| 克莱蒙费朗 | 12 |

| 比永 | 13 |

| 昂贝尔 | 63 |

2019年，83.6%的奥弗涅地区库尔农家庭拥有至少一辆私人汽车。2019年，奥弗涅地区库尔农境内共发生各类交通事故7起，造成7人受伤，其中5人重伤。

### 铁路
奥弗涅地区库尔农位于圣日耳曼代福塞－尼姆铁路上。萨尔列沃-库尔农站位于奥弗涅地区库尔农市区西部，该站停靠往返于克莱蒙费朗和维克勒孔特之间的区域列车。

### 航空
距离奥弗涅地区库尔农最近的民用航空站为10公里外的克莱蒙费朗机场。

### 城市公共交通
奥弗涅地区库尔农是克莱蒙费朗城市公共交通（商业名称为）是服务范围，后者是克莱蒙奥弗涅都会区的城市公共交通系统。截至2023年3月，该系统共包括一条有轨电车线路和数十条公交线路，其中公交C线和22路、23路、34路、37路经过奥弗涅地区库尔农市区并设有站点。

## 政治

### 市政内阁

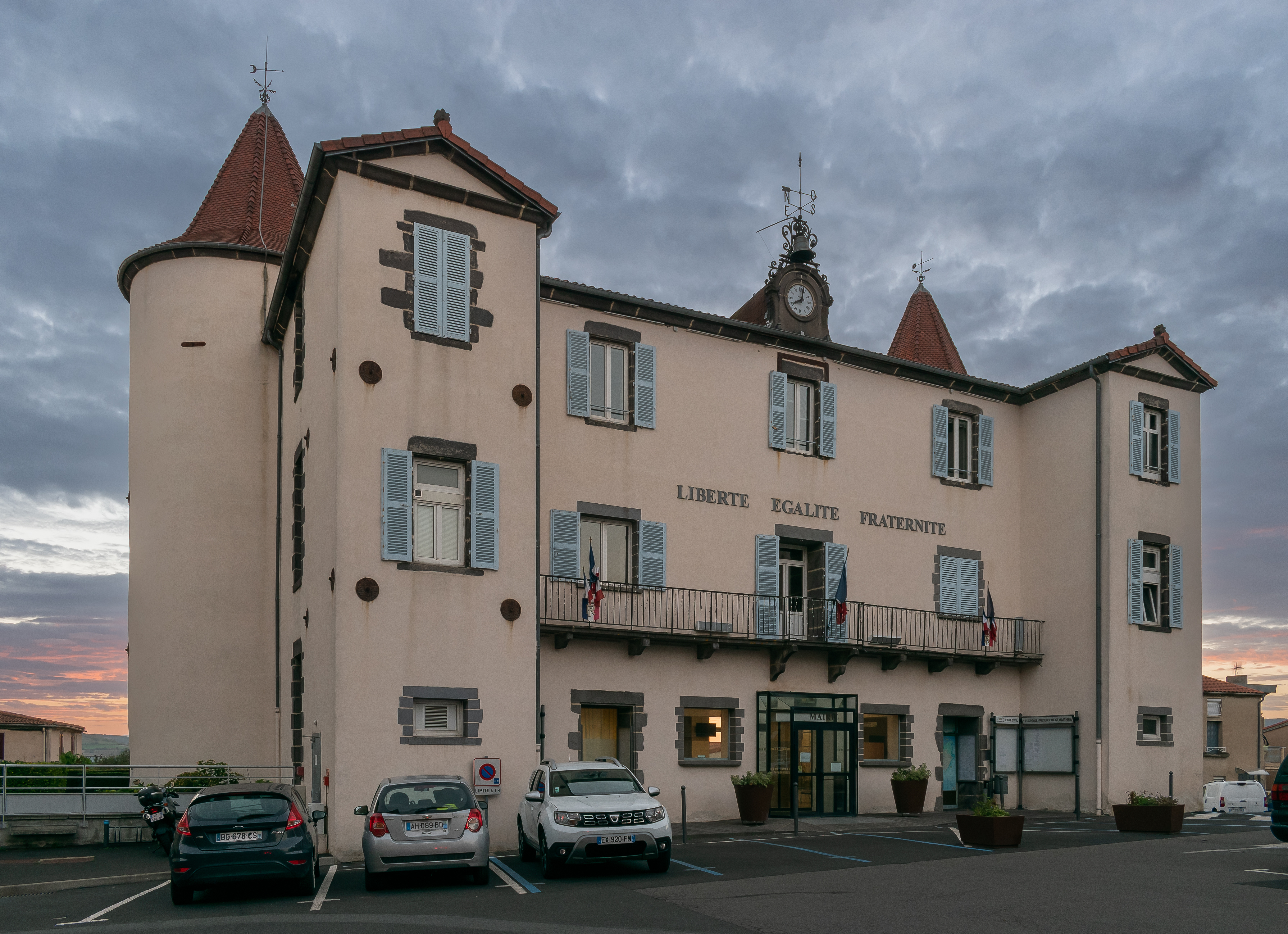
奥弗涅地区库尔农市政厅

奥弗涅地区库尔农的现任市长为弗朗索瓦·拉日先生（François RAGE），他是左翼联盟的一名成员，在2020年的市政选举中获得了51.88%的支持率。
| 奥弗涅地区库尔农历届市长 | 奥弗涅地区库尔农历届市长             | 奥弗涅地区库尔农历届市长                          |
| 任期                     | 市长                                 | 党派                                              |
| ------------------------ | ------------------------------------ | ------------------------------------------------- |
| 1944年－1947年           | Félix THONAT 费利克斯·托纳           | 不详                                              |
| 1947年－1982年           | Joseph GARDET 约瑟夫·加尔代          | SFIO工人国际法国支部 →PS社会党 →DVG左翼无党派人士 |
| 1982年－1989年           | Jean CHALETEIX 让·沙勒泰克斯         | UDF法国民主联盟 →RAD激进党                        |
| 1989年－2001年           | Catherine GUY-QUINT 卡特里娜·居伊-坎 | PS社会党                                          |
| 2001年－2020年           | Bertrand PASCIUTO 贝尔特朗·帕斯丘托  | PS社会党 →DVG左翼无党派人士                       |
| 2020年－                 | François RAGE 弗朗索瓦·拉日          | PS社会党 →UG左翼联盟                              |

### 各级选举
| 奥弗涅地区库尔农历届投票选举结果 | 奥弗涅地区库尔农历届投票选举结果 | 奥弗涅地区库尔农历届投票选举结果 | 奥弗涅地区库尔农历届投票选举结果 | 奥弗涅地区库尔农历届投票选举结果  | 奥弗涅地区库尔农历届投票选举结果 | 奥弗涅地区库尔农历届投票选举结果 | 奥弗涅地区库尔农历届投票选举结果  | 奥弗涅地区库尔农历届投票选举结果 | 奥弗涅地区库尔农历届投票选举结果 |
| 选举项目                         | 选举范围                         | 选区单位                         | 选区单位内的选举结果             | 选区单位内的选举结果              | 选区单位内的选举结果             | 选区单位内的选举结果             | 选区单位内的选举结果              | 选区单位内的选举结果             | 参考资料                         |
| 选举项目                         | 选举范围                         | 选区单位                         | 第一轮胜出者                     | 第一轮胜出者                      | 支持率                           | 第二轮胜出者                     | 第二轮胜出者                      | 支持率                           | 参考资料                         |
| -------------------------------- | -------------------------------- | -------------------------------- | -------------------------------- | --------------------------------- | -------------------------------- | -------------------------------- | --------------------------------- | -------------------------------- | -------------------------------- |
| 2017年法國總統選舉               | 法國                             | 市镇                             |                                  | 埃马纽埃尔·马克龙                 | 30.32%                           |                                  | 埃马纽埃尔·马克龙                 | 74.43%                           | [ 26 ]                           |
| 2017年法国立法选举               | 多姆山省第一选区                 | 市镇                             |                                  | 瓦莱丽·托马                       | 38.89%                           |                                  | 瓦莱丽·托马                       | 59.3%                            | [ 26 ]                           |
| 2019年欧洲议会选举               | 法國                             | 市镇                             |                                  | 娜塔莉·卢瓦索                     | 23.43%                           | （不适用）                       | （不适用）                        | （不适用）                       | [ 28 ]                           |
| 2021年法国省级选举               | 多姆山省                         | 县                               |                                  | 科里娜·米耶尔瓦克 埃尔韦·普罗农斯 | 36.32%                           |                                  | 科里娜·米耶尔瓦克 埃尔韦·普罗农斯 | 51.68%                           | [ 29 ]                           |
| 2021年法国省级选举               | 多姆山省                         | 市镇                             |                                  | 贝尔特朗·帕斯丘托 莫妮克·普耶     | 40.99%                           |                                  | 贝尔特朗·帕斯丘托 莫妮克·普耶     | 56.23%                           | [ 29 ]                           |
| 2021年法国大区选举               |                                  | 市镇                             |                                  | 洛朗·沃基耶                       | 42.43%                           |                                  | 洛朗·沃基耶                       | 54.22%                           | [ 30 ]                           |
| 2022年法国总统选举               | 法國                             | 市镇                             |                                  | 埃马纽埃尔·马克龙                 | 30.16%                           |                                  | 埃马纽埃尔·马克龙                 | 63.77%                           | [ 26 ]                           |
| 2022年法国立法选举               | 多姆山省第一选区                 | 市镇                             |                                  | 玛里亚娜·马克西米                 | 31.06%                           |                                  | 瓦莱丽·托马                       | 51.51%                           | [ 26 ]                           |

## 人口
2019年，奥弗涅地区库尔农市镇人口数量为20,322，在法国排名第467位。其中男性9,565人，女性10,757人，75岁及以上人口占9.7%，外籍人口数量为504人，人口密度为1,094人/平方公里，当地居民被称为（男性）或（女性）。2020年，奥弗涅地区库尔农境内出生199人，死亡人口188人。
| 奥弗涅地区库尔农1901年－2020年人口变化情况 |
|                                            |
| 数据来源：Cassini、INSEE                   |

## 经济

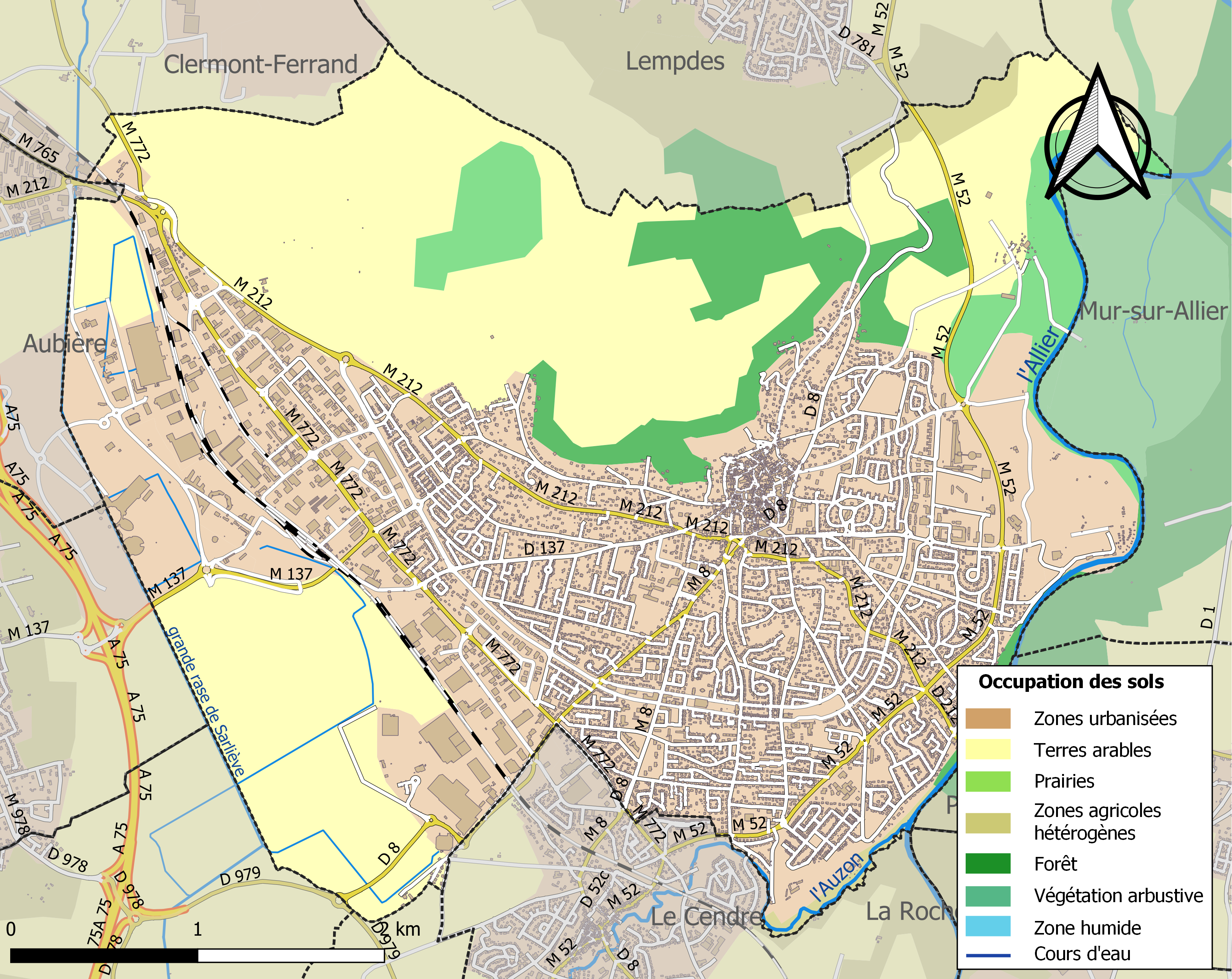
奥弗涅地区库尔农土地利用情况地图

奥弗涅地区库尔农是克莱蒙费朗的一个卫星城，也是一个区域性的中心城市。截止2023年3月，奥弗涅地区库尔农市镇范围内共有各类用人单位（包含自雇）2,862家，平均历史为14年，其中97.05%为中小型企业（PME），2023年1月至3月间，当地的经济活力指数为0.42%。（药品研究）、（医疗器械生产）及（家用产品销售）是当地2021年营业额最高的三个企业，分别为329,290,656欧元、48,852,108欧元和37,408,439欧元。

## 财政与居民收入
2021年，奥弗涅地区库尔农的财政收入总额为23,815,600欧元，财政支出总额为22,802,400欧元，当年的债务总额为16,287,700欧元。2021年，奥弗涅地区库尔农市镇通过增值税获得345,510欧元的收入，此外当地还共获得了192,710欧元的国家直接财政补助。
2020年，奥弗涅地区库尔农的人均月收入总额为2,264欧元，其中高级职员为3,674欧元，低于法国平均水平（4,230欧元）；中级职员为2,369欧元，低于法国平均水平（2,411欧元）；普通职员为1,719欧元，亦低于法国平均水平（1,740欧元）。
2019年，奥弗涅地区库尔农境内的贫困率为11%，青壮年（15至64岁）失业率为11.5%；当地56.5%的家庭拥有纳税资格，平均纳税2,457欧元，低于法国平均水平（3,910欧元）。

## 社会事务

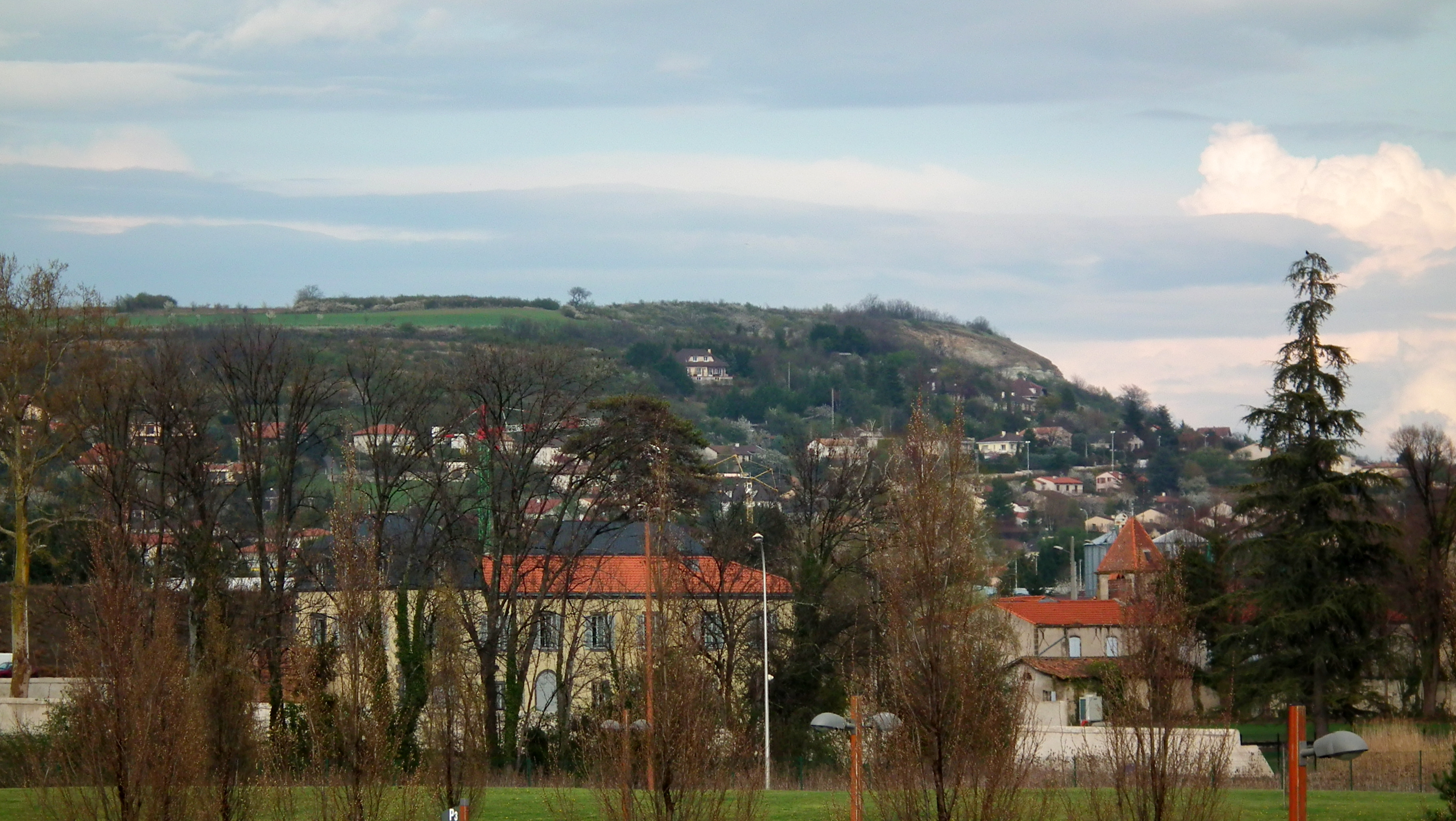
奥弗涅地区库尔农周边的居民区

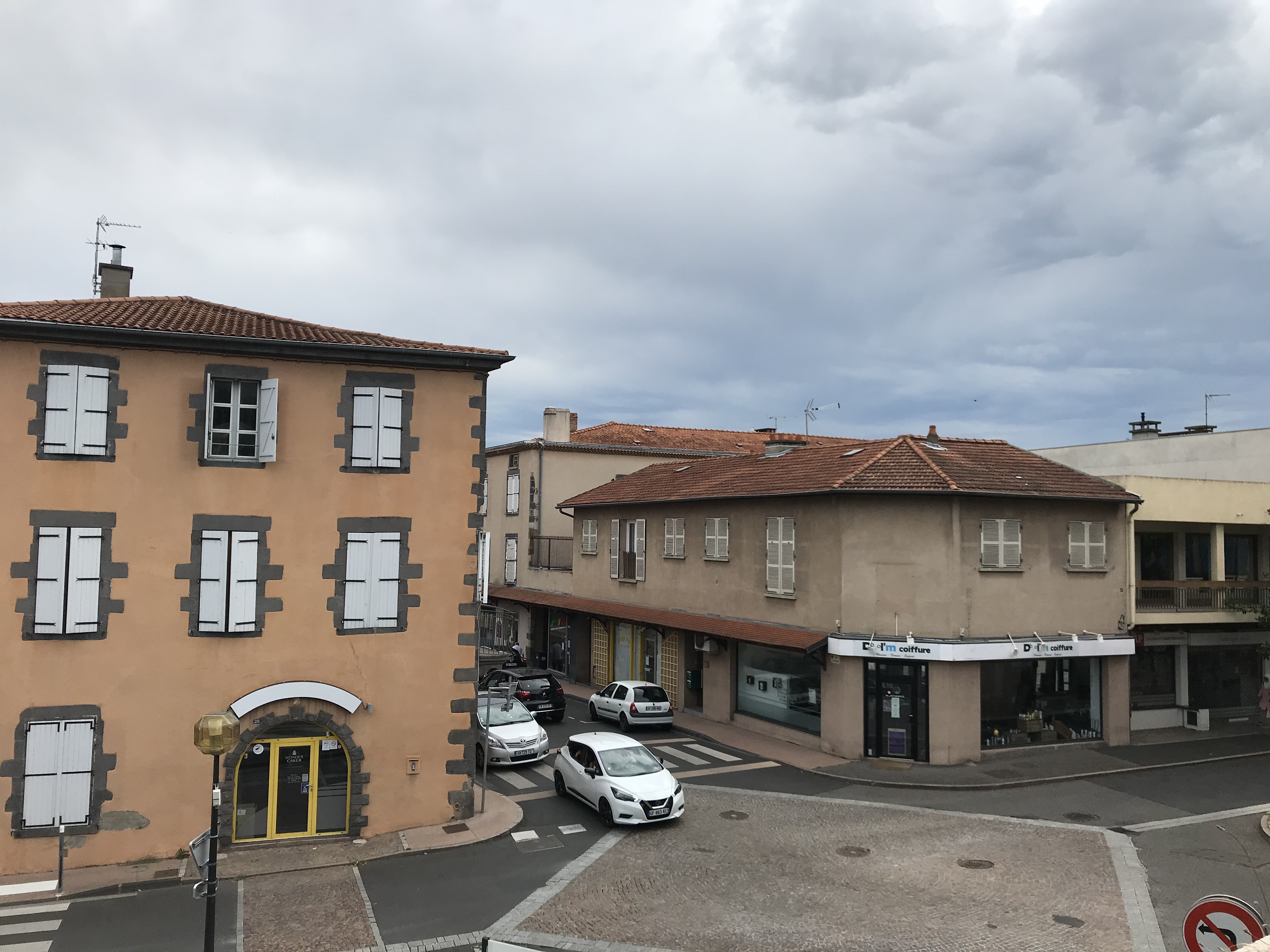
商业街口

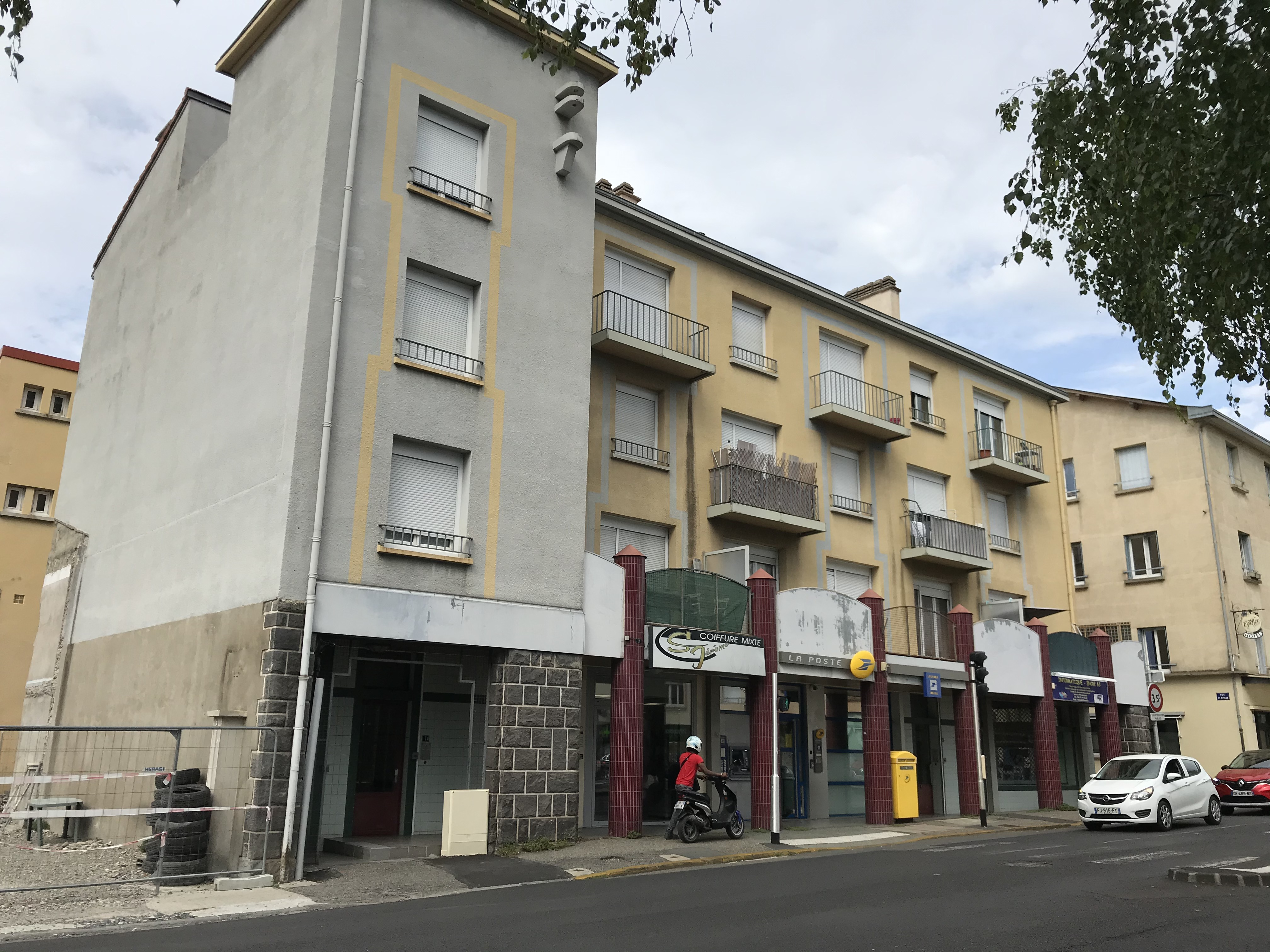
邮局

### 教育
奥弗涅地区库尔农属于克莱蒙费朗学区。截止2021年1月1日，奥弗涅地区库尔农境内共有5所幼儿园、4所小学、2所初级中学和1所普通高中。2021至2022学年度，奥弗涅地区库尔农境内共有在校中等教育阶段学生2,860名。

### 医疗
截止2021年1月1日，奥弗涅地区库尔农境内共有全科医生15名、保健师42名、牙医21名、护士27名、耳科医生4名、眼科医生8名、助产士4名、儿科医生6名和妇科医生1名。境内共有药房8家、残疾人帮扶中心2家。
距离奥弗涅地区库尔农最近的区域性医疗机构为克莱蒙费朗大学中心医院，其主病区之一的“加布里埃尔·蒙皮耶中心医院”（CHRU Clermont-Ferrand Gabriel-Montpied）位于克莱蒙费朗市区南部，距离奥弗涅地区库尔农市区的正常车程在20分钟以内，该院设有床位1,095个，是当地规模最大的公立综合性医院。

### 住房
2019年，奥弗涅地区库尔农境内共有各类住房9,908套，其中64.1%为独立式居民区，35.3%为集中式居民区。常住房屋占奥弗涅地区库尔农市镇范围内居民建筑总量的93.6%。
在住房保障政策方面，2021年，奥弗涅地区库尔农境内共有1,567户家庭获得了住房经济补助，受益人数占总人口数量的7.7%，其中1,495份为房租补助。

### 商业
2021年，奥弗涅地区库尔农境内共有各类实体商铺421家，其中餐厅41家、大型超市5家、杂货店1家、面包房10家、肉铺3家、书店3家、装饰品店3家、银行门店11家、美容美发店32家、汽车维修店51家。市中心建有两家欧尚便民购物商场。

### 体育
2021年，奥弗涅地区库尔农境内共有1家游泳池、4间体育馆、1座综合体育场、9处网球场、2处足球或橄榄球场以及2处篮球或排球场。
截至2023年3月，奥弗涅地区库尔农境内共有三家注册足球俱乐部，其中包括一家五人制足球队。奥弗涅地区库尔农足球俱乐部（编号547699）是当地的代表性足球队，成立于1919年，其主队2022至2023赛季参加奥弗涅-罗讷-阿尔卑斯大区足球联赛乙组（法国第七级别），其主场为约瑟夫和米歇尔·加尔代球场（Stade Joseph et Michel Gardet）。

### 环境
奥弗涅地区库尔农的环境事务由其所属的克莱蒙奥弗涅都会区联合各级政府协调负责。2021年，奥弗涅地区库尔农境内共有3家污染企业。

### 治安
2021年，奥弗涅地区库尔农市镇范围内共有1处派出所。
奥弗涅地区库尔农及其附近的共75个市镇是克莱蒙费朗国家宪兵队（zone gendarmerie de Clermont-Ferrand）的管辖范围。2020年，该宪兵队累计记录各类案件2,798起，其中盗窃类案件1,538起，经济类案件451起，毒品交易类案件98起。

## 文化

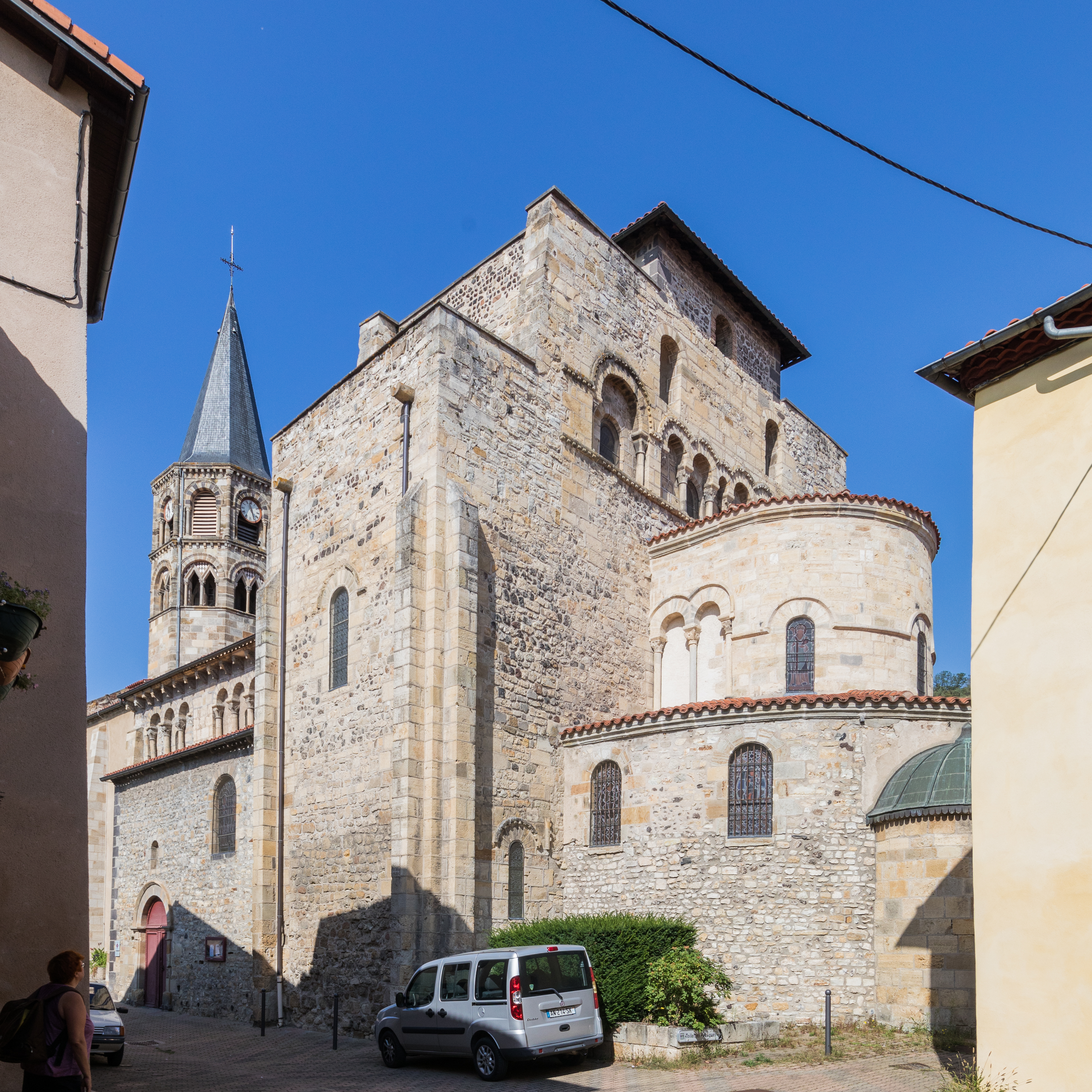
圣马丁教堂

2021年，奥弗涅地区库尔农境内共有1家剧场、1家电影院和1家音乐厅。奥弗涅地区库尔农镇中心建有雨果·普拉特多媒体中心（Médiathèque Hugo Pratt），每周二至六向公众开放。

### 建筑
奥弗涅地区库尔农境内有多处历史建筑，其中镇中心的圣马丁教堂是法国国家文物保护单位。

### 旅游
奥弗涅地区库尔农的旅游事务由其所属的克莱蒙奥弗涅都会区负责。2022年，奥弗涅地区库尔农境内共有2家酒店共计24间房间；另有1个露营地，可容纳共155辆露营车。

### 媒体
法国主要的媒体均可在奥弗涅地区库尔农接收，法国电视三台下属的奥弗涅-罗讷-阿尔卑斯大区频道在部分时段播出奥弗涅地区库尔农所在多姆山省的地方新闻。《山地报》、蓝色法兰西奥弗涅地区广播、震动广播、Scoop广播等为当地主要的地方性媒体。

## 相关人物
法国古生物学家让-巴斯德特·克鲁瓦泽出生于奥弗涅地区库尔农。

## 友好城市
截至2023年3月，奥弗涅地区库尔农共与两座城市互为友好城市关系：
- 德国 利希滕费尔斯
- 義大利 阿里恰